# Ganso (Burkina Faso)
Pour les articles homonymes, voir Ganso.
Ganso est une commune rurale située dans le département de Mangodara de la province de Comoé dans la région des Cascades au Burkina Faso.

## Histoire
Modèle:Ganso est un village fondé par des chefs Gans ...